# Ray Kroc
Raymond Albert Kroc, detto Ray (Oak Park, 5 ottobre 1902 – San Diego, 14 gennaio 1984), è stato un imprenditore statunitense, celebre per essere stato uno dei fondatori di McDonald's.

## Biografia

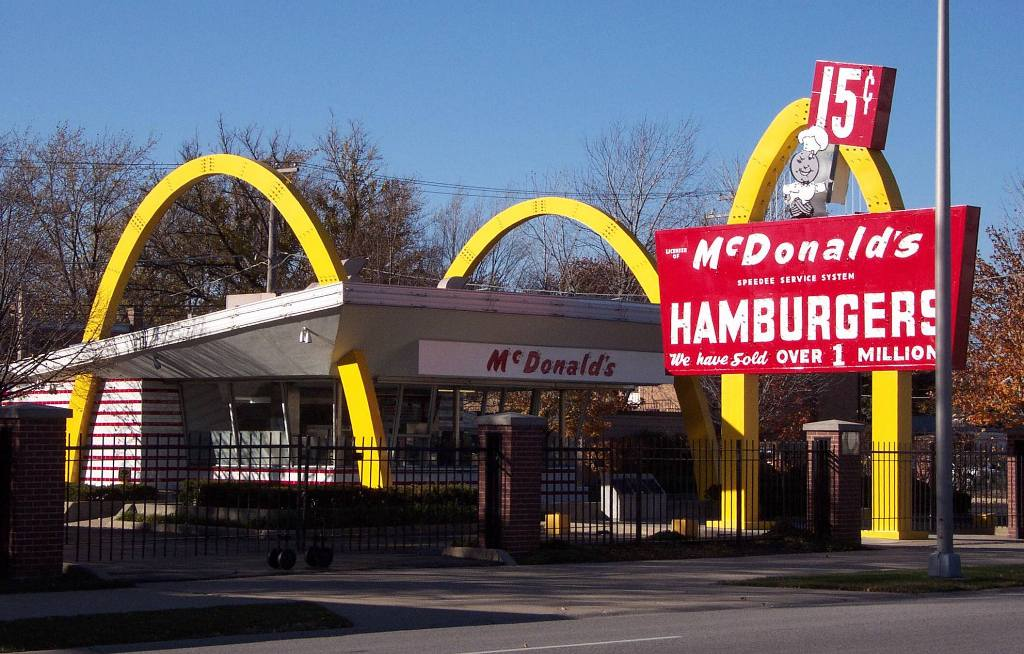
McDonald's museum, Des Plaines, Illinois, USA.

Nato in Illinois da una famiglia di immigrati cechi, dimostra da ragazzo un grande talento per la musica, suonando il pianoforte (anche sua madre era pianista). Da giovane apre un negozio di musica con i suoi amici ed in seguito venderà gelati ma senza molta fortuna. Durante la grande guerra, all'età di soli 15 anni, entra nella Croce Rossa come autista di ambulanza, mentendo sulla sua età: tra i suoi commilitoni figurava Walt Disney, la cui ascesa imprenditoriale lo avrebbe successivamente ispirato.
Finita la grande guerra, durante la grande depressione Ray svolge diversi lavori, tra cui venditore di bicchierini di carta, agente immobiliare e a volte anche suonando il pianoforte ai piano-bar degli hotel in Florida. In seguito lavora in una radio oltre a vendere diversi tipi di articoli (case, terreni, bicchieri). Nel 1922 si sposa e va avanti in diversi lavori con fortune alterne fino al 1938, anno in cui incontra Earl Prince, padrone della Prince Multimixer, tanto che nella seconda guerra mondiale inizia a vendere i suoi frullatori per frappé. Porta avanti il mestiere di venditore e rappresentante per tale azienda fino a quando non compie 52 anni.

Nel 1954 nota che un ristorante ordina sei frullatori contemporaneamente e quando si reca sul posto resta folgorato dall'idea dei proprietari: applicare una piccola catena di montaggio nella produzione. I fratelli McDonald avevano bisogno di quei frullatori per fare sia carne trita per hamburger sia frullati. Infatti nel 1940 Richard e Maurice McDonald avevano aperto la caffetteria McDonald's Bar-B-Q a San Bernardino, in California, con diverse voci sul menu, per la maggior parte cibi cotti alla griglia. Otto anni più tardi i fratelli, rendendosi conto che la maggior parte dei loro profitti proveniva dagli hamburger, ridimensionarono il ristorante con un menu semplificato che comprendeva solo tre piatti da mangiare, più frappé, frullati e bibite.
“Quella notte nella mia stanza di motel non riuscivo a togliermi dalla testa quello che avevo visto durante il giorno. Visioni di ristoranti McDonald's a ogni angolo di strada hanno sfilato attraverso il mio cervello”. 
Così Kroc seguì assiduamente il metodo della catena di montaggio per accelerare le operazioni di pulizia e al tempo stesso di preparazione di carne trita e frullati. I camerieri che prendevano le ordinazioni e portavano i piatti vennero poi licenziati per fare di McDonald's un self-service, creando così il primo fast food.
Kroc propone quindi ai fratelli McDonald's di entrare in affari insieme e così acquista i diritti del nome in cambio di una percentuale nelle vendite della catena di franchising che Kroc aveva intenzione di aprire. Kroc così rivoluziona il settore della ristorazione al pari di come fece Henry Ford nel trasformare l'industria automobilistica una generazione prima, grazie proprio all'introduzione della catena di montaggio, passata via via dai frullati agli hamburger. Ha inizio così una vera e propria scalata per l'impero McDonald's che in pochi anni migliora la propria attività con metodi sempre nuovi atti a velocizzare i servizi.
Nel 1961 Kroc rileva anche le quote dei fratelli per la cifra di 2,7 milioni di dollari e due anni dopo si affianca al marchio McDonald's il pagliaccio Ronald McDonald, divenuto popolare in tutto il mondo nel giro di pochi anni, allo scopo di attirare bambini e quindi famiglie nei locali. Nel 1965 l'azienda si quota in borsa con ulteriore successo e Kroc porta il suo patrimonio in circa dieci anni al raggiungimento della cifra di 500 milioni di dollari, oltre alla considerazione che il simbolo del brand è riconosciuto a livello mondiale, dal momento che quasi immediatamente la catena apre dei propri centri in Canada, poi in Europa ed in Asia, processi in cui Kroc venne affiancato da Fred Turner.
Kroc è stato anche proprietario della squadra di baseball San Diego Padres dal 1974 al 1984.

### Morte
Nel 1980 ha un ictus, causato dalla sua dipendenza da alcol, e viene perciò ricoverato in un centro di riabilitazione: Ray muore quattro anni dopo, nel 1984, all’età di 81 anni a causa di un infarto, nell'ospedale di San Diego, città in cui viene anche sepolto.

## Vita privata
Ray Kroc conobbe la sua prima moglie Ethel Fleming nel 1919: i due si innamorarono e si sposarono nel 1922, per poi trasferirsi a Chicago; accolsero la loro figlia Marilyn nel 1924. Dopo il divorzio da Ethel nel 1961, nel 1963 Ray sposò Jane Dobbins Green, con cui però divorziò nuovamente nel 1968.
La sua terza e ultima moglie, Joan Kroc, con cui rimase fino alla morte di lui nel 1984, era l'amministratore delegato ufficiale di McDonald's, nonché una filantropa: infatti, alla sua morte nel 2003, il patrimonio di lei da sola di oltre 2,7 miliardi di dollari è stato donato a diverse organizzazioni senza scopo di lucro.

## Film biografico
Nel 2016 è uscito il film The Founder, dedicato alla fondazione di McDonald's vista dagli occhi di Kroc, interpretato da Michael Keaton.